# Pilgerbericht

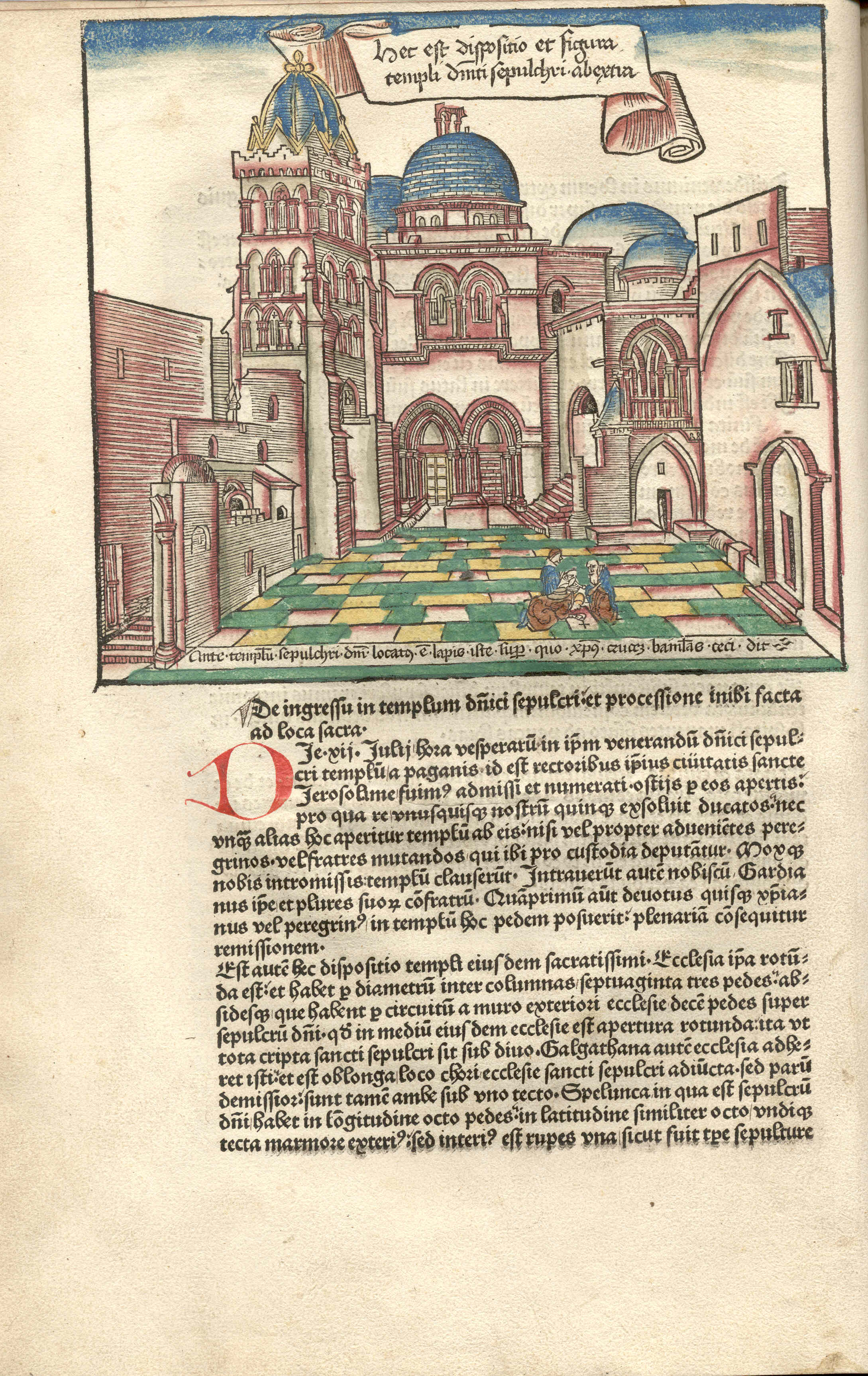
Ein historischer Pilgerbericht, eine Seite aus Bernhard von Breydenbachs Reisebuch Sanctae Peregrinationes, gedruckt in Mainz 1486; die Illustration von Erhard Reuwich zeigt die spätmittelalterliche Reisegruppe

Ein Pilgerbericht ist im kirchenhistorischen Sprachgebrauch ein Reisebericht eines Wallfahrers, eines in das Heilige Land Gereisten. Solche Pilger hinterließen oft ausführliche Aufzeichnungen über ihre Reiseroute und die von ihnen besuchten heiligen Stätten. Zum Teil wurden Kirchen und andere Gebäude, aber auch Gottesdienste, Riten und Bräuche, die die Pilger miterlebten, in den Reiseberichten ausführlich beschrieben.
Die Pilgerberichte ermöglichen eine ungefähre Datierung, manchmal auch die Identifizierung noch bestehender oder bei Ausgrabungen entdeckter christlicher und anderer Bauwerke im Heiligen Land und geben im Vergleich von Berichten aus verschiedenen Zeiten Einblick in die Baugeschichte und das zeitliche Aufeinanderfolgen mehrerer Bauten am gleichen Ort.
Beispiele sind die Aufzeichnungen der geweihten Jungfrau Egeria aus dem späten 4. Jahrhundert und des Pilgers von Piacenza aus dem 6. Jahrhundert Ein besonderer Fall ist die Pilgerfahrt im Geiste. Der berühmteste in diesem Zusammenhang entstandene Text ist die deutschsprachige Schrift des Ulmer Dominikaners Felix Fabri Die Sionspilger, eine Zusammenfassung seines Pilgerreiseberichtes ins Heilige Land. Dieser Pilgerbericht aus dem 15. Jahrhundert sollte es schwäbischen Dominikanerinnen ermöglichen, die Pilgerfahrt in der Heimat nachzuvollziehen. Das Werk wurde 1999 von Wieland Carls neu herausgegeben. Eine besondere Bedeutung erlangte der Bericht des Pilgers, in dem der Gründer der Jesuiten, der heilige Ignatius von Loyola, seinen geistlichen Weg schildert, an dessen Beginn eine Wallfahrt zu den heiligen Stätten steht.
Im weiten Sinn kann auch Hape Kerkelings Buch über seine Santiago-Wallfahrt „Ich bin dann mal weg“ als Pilgerbericht gelten.